# 662
662(육백육십이)는 661보다 크고 663보다 작은 자연수다.

## 수학
- 합성수로, 그 약수는 1, 2, 331, 662이다. 진약수의 합은 334이므로, 662는 부족수다.

## 교통
- 유럽 고속도로 662호선(영어판): 세르비아 수보티차에서 크로아티아 오시예크까지 이어지는 유럽 고속도로.

## 문화재
- 대한민국의 보물 제662호: 완주 화암사 우화루

## 기타
- 연도: 662년, 기원전 662년